# Culture de Kargopol
Pour le patrimoine culturel de la ville de Kargopol, voir culture de la ville de Kargopol.
La culture de Kargopol (en russe : Каргопольская культура, Kargopolskaïa koultoura) est une culture archéologique néolithique, qui appartient à la culture de la céramique au peigne. Elle tient son nom de la ville de Kargopol.
La culture s'étend du milieu du Ve millénaire av. J.-C. au début du IIIe millénaire av. J.-C. Les sites de la culture sont situés à proximité de lacs (Voje, Latcha) et les populations étaient des chasseuers-cueilleurs et pêcheurs.